# Dick van Burik
Dick van Burik (Utrecht, 29 november 1973) is een Nederlandse ex-voetballer die als centrale verdediger speelde.

## Voetbalcarrière
Van Burik begon met voetballen bij DSO/Ultrajectum Utrecht en speelde bij Ajax zijn eerste seizoen in het profvoetbal. Vervolgens vertrok hij in 1993 naar NAC. Na drie jaar bij NAC gevoetbald te hebben, speelde hij in 1996 bij FC Utrecht. Nadat Hertha BSC in 1997 promoveerde naar de Bundesliga, contracteerden de Berlijners Van Burik, waar de Nederlander 245 Bundesliga-wedstrijden speelde en daarin 7 doelpunten scoorde. In 2007 vertrok de voetballer vanwege een vermeend conflict met het bestuur van de Duitse club. Hij werd er door de Berlijnse club van beschuldigd dat hij Kevin en Jérôme Boateng steunde in hun beslissing om Hertha te verlaten en dat hij optrad als verlengstuk van zijn vader.  Beide partijen waren echter van mening dat er verschillende redenen waren om het contract, dat tot 30 juni 2008 liep, te beëindigen. Als gevolg daarvan kondigde Van Burik het einde van zijn carrière aan en sprak hij de wens uit om zaakwaarnemer in Nederland te worden. De voormalig aanvoerder heeft drie dochters uit zijn eerste huwelijk, Dominique, Michele en Estelle van Burik, en een zoon uit zijn tweede huwelijk, David.
Er waren verscheidene interesses voor hem, onder andere van Heracles Almelo, FC Utrecht en MSV Duisburg. Maar hij heeft toch besloten een punt te zetten achter zijn loopbaan als betaald voetballer. In februari 2010 werd hij aangesteld als assistent-trainer bij sc Heerenveen onder coach Jan Everse.

## Successen
- Ligapokal winnaar: 2001 en 2002 met Hertha BSC